# Aethecerus graniger
Aethecerus graniger är en stekelart som beskrevs av Thomson 1891. Aethecerus graniger ingår i släktet Aethecerus och familjen brokparasitsteklar. Det är osäkert om arten förekommer i Sverige. Inga underarter finns listade i Catalogue of Life.